# Kiến Phúc
Nguyễn Phúc Ưng Đăng Ưng Đăng (12 febbraio 1869 – Vietnam, 31 luglio 1884) è stato un imperatore vietnamita.
Nipote di Tự Đức e di Hiệp Hoà, fu il settimo sovrano della dinastia Nguyễn. Regnò per otto mesi.
Fu scelto il 1º dicembre 1883 alle 5 del mattino, visto che il suo predecessore Hiệp Hòa, era stato arrestato e ucciso; nonostante il suo breve regno dimostrò che fu efficace e sincero.